# Susi Stach
Susi Stach (* 1961 in Wien) ist eine österreichische Schauspielerin und Schauspieldozentin.

## Leben
Ihre Schauspielausbildung hatte sie in den 1980er Jahren bei der Amerikanerin Lola Braxton in Wien. Mit der Regisseurin Karin Koller gründete sie den mit freien Eigenproduktionen agierenden Theaterverein Proszenium. Sie war Ensemblemitglied am Theater der Jugend in Wien. Gastrollen spielte Stach  im Theater im Westen Stuttgart und im  Theater Drachengasse. Als Filmcoach arbeitete sie bei In 3 Tagen bist du tot und im Film Falco, Der Aufschneider und Schnell ermittelt mit. Seit 2004 ist sie am Konservatorium der Stadt Wien als Schauspiellehrerin tätig. Sie lebt mit ihrem Mann, dem Schauspieler Karl Fischer, und zwei Söhnen in Wien.
Beim Österreichischen Filmpreis 2016 war sie für ihre Darstellung der Frau Jahn in Planet Ottakring in der Kategorie Beste weibliche Nebenrolle nominiert.

## Auftritte

### Filmografie
- 1997: Der Rennlauf
- 1998: Julia
- 1999: Heimkehr der Jäger
- 2000: ORF TV-Serie Trautmann
- 2002: Soap
- 2003: Böse Zellen
- 2004: Vier Frauen und ein Todesfall – ORF, Fernsehserie
- 2004: Fräulein Phyllis
- 2006: Kotsch (Spielfilm) Regie: Helmut Köpping
- 2006: 8 × 45 – Austria Mystery Das Eis bricht
- 2006: In 3 Tagen bist du tot
- 2008: Trautmann Die Hanno-Herz-Story
- 2008: Der erste Tag
- 2008: Falco – Verdammt, wir leben noch! (Regie: Thomas Roth)
- 2008: Kinder des Sturms
- 2009: Brandstifter (Regie: Felix von Muralt)
- 2010: Poll
- 2010: Der Kardinal (2011)
- 2011: Isenhart – Die Jagd nach dem Seelenfänger
- 2012: Deine Schönheit ist nichts wert
- 2013–2015: CopStories (Fernsehserie)
- 2013: Die Werkstürmer
- 2014: Julia und der Offizier (Fernsehfilm)
- 2014: The Outcasts (Kurzfilm)
- 2015: Stillstand (Kurzfilm)
- 2015: Beautiful Girl
- 2015: Die Frau in Gold
- 2015: SOKO Wien – Jausenstation Hödlmoser
- 2015: Centaurus
- 2015: Planet Ottakring
- 2015: Chucks
- 2015: Thank You for Bombing
- 2015–2022: Vorstadtweiber (Fernsehserie)
- 2016: Tatort: Sternschnuppe
- 2017: Die Toten vom Bodensee – Abgrundtief
- 2017: Für dich dreh ich die Zeit zurück
- 2018: Murer – Anatomie eines Prozesses
- 2018: Der Pass (Fernsehserie)
- 2019: Balanceakt
- 2019: SOKO Donau/SOKO Leipzig (Crossover) – Der vierte Mann
- 2019: Stadtkomödie – Der Fall der Gerti B.
- 2019: Villa Eva
- 2019: SOKO Kitzbühel – Goldrausch
- 2020: Letzter Kirtag (Fernsehfilm)
- 2021: Rotzbub (Stimme)
- 2021: Die Ibiza Affäre (Fernsehserie)
- 2022: Landkrimi – Der Schutzengel (Fernsehreihe)
- 2022: Schrille Nacht (Fernsehfilm)
- 2023: Im Schatten der Angst – Du sollst nicht lügen (Fernsehfilm)
- 2023: Sommer auf drei Rädern (Fernsehfilm)
- 2023: Der Metzger traut sich (Fernsehfilm)
- 2023: Himmel, Herrgott, Sakrament (Fernsehserie)
- seit 2024: Die Fälle der Gerti B. (Fernsehserie)
- 2025: Sturm kommt auf (Fernsehfilm)

### Theater
Am Schauspielhaus Wien:
- Macbeth (Shakespeare) (Regie: Barrie Kosky)
- Offenes Geheimnis
- Koryphäenkiller
- Mitwirkung im AutorInnenlabor:
- Wiener Lächeln  (Regie: Barrie Kosky)
- Der Kaukasische Kreidekreis